# إقبال صمد
إقبال صمد (بالإندونيسية: Iqbal Samad)‏ (17 يونيو 1983 في إندونيسيا - ) هو لاعب كرة قدم إندونيسي في مركز الدفاع. لعب مع PSM Makassar ‏ وBontang F.C. ‏ وPersiba Balikpapan ‏.

## وصلات خارجية
- إقبال صمد على موقع قاعدة بيانات كرة القدم.إي يو (الإنجليزية)
- إقبال صمد على موقع Soccerway.com (الإنجليزية)